# Мария Еверская

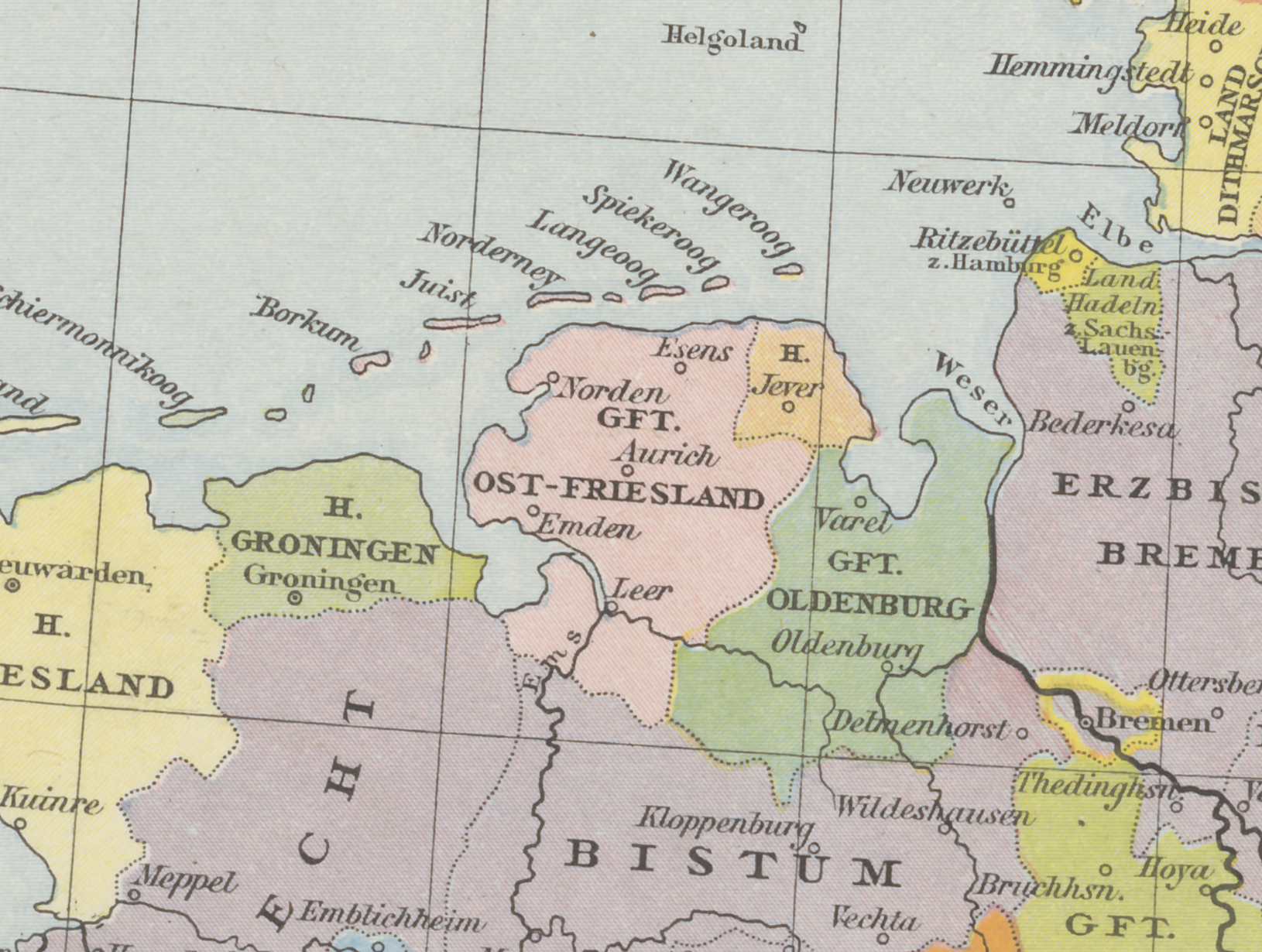
Фризия и Евер в 1500 г.

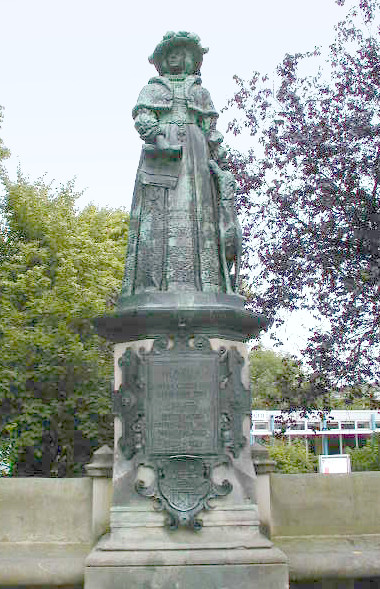
Мария Еверская. Памятник

Мария Еверская (5 сентября 1500 — 20 февраля 1575) — последняя независимая правительница Евера, представительница династии Вимкен.

## Биография
Мария была третьим ребёнком Эдо Вимкена-младшего. Её мать Хейлвига была второй женой Эдо и сестрой ольденбургского графа Иоганна V.
Хейлвига умерла, когда Марии был один год, а через 10 лет умер и её отец. Регентство в стране и опекунство над детьми принял совет из пяти сельских старейшин. Сын Эдо Кристофор получил хорошее образование, подобающее правителю Евера. Мария и две её сестры должны были выйти замуж за выгодных женихов.
Однако в возрасте 18 лет Кристофор Вимкен неожиданно умер, и правительницей Евера стала Мария. Граф Восточной Фризии Эдцард I Великий с согласия регентского совета заключил соглашение, согласно которому Мария должна была выйти замуж за одного из его сыновей. Однако будущие графы Энно II и Иоганн не стали ждать свадьбы и в 1527 вторглись в страну, заняв Еверский замок. После смерти отца они отказались от женитьбы, тем самым подвергнув Марию большому унижению.
Дрост Восточной Фризии Бойнг фон Олдерзум пришел на помощь и в 1531 году изгнал чужаков из Еверланда (возможно, он и Мария были влюблены друг в друга). Однако Бойнг умер во время осады Виттмунда, и Мария никогда не вышла замуж.
В последующие годы Марии удалось не только удержать в своих руках отцовское наследство, но и освоить науку управления государственными делами. Иногда она принимала неожиданные для всех решения. Например, обратилась за помощью к императору Карлу V. Как граф Голландии и герцог Брабанта, он стал сюзереном Еверланда, и пожаловал его Марии в качестве фьефа. Таким образом, Евер формально потерял независимость, которой пользовался с 1417 года, но был ограждён от притязаний соседних князей.
Мария сделала многое для своего княжества. В 1536 году она даровала Еверу городское право. Она расширила Еверский замок и увеличила свои владения за счет создания новых полдеров. В её правление процветала торговля.
Мария умерла в 1575 году. Сначала её смерть держали в тайне, опасаясь вторжения в Евер графов Восточной Фризии. Её комнату опечатали и к двери ежедневно приносили еду, которую потом тайно поедала служанка. Так продолжалось до тех пор, пока в княжество не прибыл законный наследник Марии — граф Иоганн VII Ольденбургский.